# Hans-Konrad Schmeißer
Hans-Konrad Schmeißer (* 24. November 1919 in Dortmund; † 31. Januar 1966 in Pinneberg) war ein deutscher Journalist und Justiziar der Interessengemeinschaft deutscher Baumschulen.

## Werdegang
1925 siedelte Schmeißer mit seinen Eltern nach Stettin, wo sein Vater Ernst Schmeißer am 1. September 1933 zum Landgerichtspräsidenten ernannt wurde. 1938 erlangte er in Stettin die Hochschulreife und arbeitete bis August 1939 beim Reichsarbeitsdienst. Im August 1939 wurde er zur Kavallerie in Stolp eingezogen, später zur Artillerie. Er wurde beim Überfall auf Polen und beim Westfeldzug in Frankreich eingesetzt.
Im Rahmen eines Studienurlaubes studierte er ein Semester an der Universität Königsberg. Er erkrankte und fuhr zu seinen Eltern nach Stettin.
Ab 1941 studierte er zunächst in Berlin, dann in Würzburg Medizin und Rechtswissenschaft. Im Wintersemester 1941/1942 traf Schmeißer Aloys Peter Masloh (* 1912 Diefflen; † 1992) wissenschaftlicher Assistent bei Ernst Wolgast an der Julius-Maximilians-Universität Würzburg Schmeißer gab später zum Besten, er hätte für Ernst Wolgast für Wilhelm Canaris eine Verbindung in die Schweiz unterhalten und sei in diesem Zusammenhang nach Innsbruck gegangen. In Würzburg wurde er wegen defätistischer Äußerungen beim Dreier-Rat der Universität angeklagt. Sein Vater intervenierte, was ihm eine Strafe ersparte.
1944 wurde er erneut zur Wehrmacht zu einer Landesschützeneinheit nach Eger einberufen.
Mit Unterstützung seines Vaters wurde er zu einem Offizierslehrgang nach Bad Kissingen abgeordnet. Er wurde nach Würzburg versetzt und dort wegen angeblich defätistischer Äußerungen verhaftet. Der Luftangriff auf Würzburg im Februar 1945 führte ihn in die Freiheit und er wanderte nach Osnabrück, wo er in britische Kriegsgefangenschaft kam. Im Sommer 1945 wurde er in Stade aus der Kriegsgefangenschaft entlassen. Er heiratete in Osnabrück Ingeborg H. Aus der Verbindung – die bereits 1946 geschieden wurde – ging eine Tochter hervor. In der Folge arbeitete er als Dolmetscher in einem englischen Club.
1946 traf Schmeißer in Würzburg Masloh im nahegelegenen Kloster St. Maria (Volkach) wieder, wo sein Bruder als Bäckermeister arbeitete. Masloh beteiligte sich in Würzburg an der Gründung der CSU. Vom 1. April 1946 bis 10. Januar 1947 wurde Schmeißer in der Rechtsabteilung des bayerischen Sonderministeriums unter der Leitung von Jürgen Ziebell beschäftigt. In dieser Zeit besuchte ihn der in Würzburg lebende Masloh mehrfach in München. Ende 1946 entwich Masloh wegen „geschäftlicher Manipulationen“ aus Würzburg zu seiner Schwester nach Landau. In Landau wurde Masloh vom Service de documentation extérieure et de contre-espionnage angeworben, und Anfang 1947 besuchte er Schmeißer in Wiesbaden, wo dieser in der Rechtsabteilung des hessischen Landwirtschaftsministeriums arbeitete, und bot diesem ein Beschäftigungsverhältnis im Bereich wichtiger politischer Angelegenheiten zwischen Deutschland und Frankreich an. Schmeißer wurde im August 1947 als Gast von Masloh in Landau beherbergt und stellte ihn als seinen Mitarbeiter bei Jean Alexandre Dieudonné, (1906–1992) (Leiter des SDECE in Neustadt an der Weinstraße) vor, welcher ihn auf den Namen Rene Levacher taufte. Von November 1948 bis Februar 1949 stand er einem Verbindungsbüro der französischen Regierung zum Präsidium der CDU in Köln um Konrad Adenauer im französisch besetzten Boppard und später in Freiburg im Breisgau vor. Er habe anfangs nicht gewusst, dass es sich um Beamte der SDECE handelte. Masloh behauptete, er sei für Marie-Pierre Kœnig in Baden-Baden wissenschaftlich tätig. Er untersuche die historischen Ansprüche Deutschlands und Frankreichs in Grenzgebieten. Schmeißer könne ihm dabei helfen. Er hätte noch genügend Zeit übrig, um seine Ausbildung zu beenden. Zunächst gab Masloh ihm Aufträge, nach einigen Wochen begegnete er Capitaine Robert Laurent. Dieser leitete die Abteilung Sûreté générale et des Renseignements généraux mit Sitz in Neustadt an der Weinstraße.
Von 1947 bis 1951 bezahlte Masloh Schmeißer 300 bis 400 Deutsche Mark im Monat aus Mitteln der SDECE.
Seine Arbeitsfelder waren:
1. Bestrebungen über eine Vereinigung der Pfalz und Bayern festzustellen
2. Kontaktaufnahme mit Trägern dieser Idee
3. Angaben über die Einstellung solcher Kreise in der Pfalz gegenüber Frankreich
4. Verfolgung der politischen Entwicklung in Rheinland-Pfalz, Rheinhessen und Bayern

## Dokumentenklau aus der Bayerischen Staatskanzlei
Im November 1947 stiftete Schmeißer seine Verlobte Dorothy Schretzmair dazu an, Dokumente aus der Bayerischen Staatskanzlei zu entwenden. Der auftraggebende SDEC hatte Interesse an Akten zur Rheinpfalz, dem vormals bayerischen Landesteil des heutigen Rheinland-Pfalz. Bayerische und französische Politiker unterstützten hier jeweils – getrennt und in der Richtung wohl verschiedene – Separationsbestrebungen, ähnlich wie im angeblich selbständigen, tatsächlich französischen Protektorat Saarland.
Im August 1948 gab es Ärger wegen der in München erbeuteten Dokumente, mit denen Masloh Geschäfte zu machen versuchte. Die Organisation flog auf und Masloh trennte sich von Schmeißer und Schretzmair. François Durtal stellte Schmeißer und Schretzmair eine beschlagnahmte Villa in Boppard zur Verfügung und beauftragte sie mit der Überwachung sowjetischer Agenten im Rheinland und in Westfalen. Außerdem sollten sie in Beziehungen zu Persönlichkeiten des Parlamentarischen Rates treten. Nachdem eine Überwachung durch Masloh nicht mehr gegeben war, drehte das Landesamt für Verfassungsschutz Hessen in Wiesbaden Schmeißer auf Links und sandte ihn als Journalist nach Paris.

## Kölsche Westintegration
Schmeißer wurde von Adolph Reifferscheidt bei Herbert Blankenhorn in offiziöser Funktion der französischen Regierung vorgestellt. Bei regelmäßigen Verhandlungen von Juni 1948 bis Anfang 1949 erhielt er von Herbert Blankenhorn Material über die Beratungen des Parlamentarischen Rats und Informationen über Politiker, welche für französische Stellen von Interesse waren. Herbert Blankenhorn quittierte die Entgegennahme von Kostenaufwandsentschädigungen für die Beratung. Zu den Themen der Beratung gehörte ein Szenario bei welchem die Rote Armee in Köln einmarschiert. Schmeißer bot für diesen Fall an, Herbert Blankenhorn und Konrad Adenauer nach Spanien zur evakuieren.
Umstritten ist, ob sich Konrad Adenauer so weit von der Russekommtspin begeistern ließ, dass er über Blankenhorn auch eine Evakuierungsplanung für seine Verwandtschaft forderte. Später (1951) gab es Pläne für ein schlummerndes westdeutsches Armeekorps, im Verteidigungsfall eine Kaderdivision einer Adenauer-Regierung im Exil. Schmeißer behauptete, dass eine Anfrage Blankenhorns zur Entschärfung der schwierigen finanziellen Situation der CDU vor den Bundestagswahlen im August 1949 positiv beschieden worden sei.
Im Weiteren entwickelte sich Konrad Adenauer zum Protagonisten der Westintegration. Aloys Peter Masloh versuchte die von Schmeißer gesammelten Informationen entsprechend den eigenen Interessen zu verwerten. Er versuchte das Wissen über die Finanzierung der Kölner CDU gegen eine Einreiseerlaubnis des in Ottawa exilierten Otto Strassers zu tauschen. Masloh erklärte Schmeißer, er könne dessen Berichte der Die Weltbühne anbieten, da er Maud von Ossietzky kennen würde. Von Oktober 1949 bis April 1950 unterhielt Schmeißer ein Büro in Ludwigshafen.

## Schmeißer-Affäre
- Die Ausgabe des SPIEGELs vom 9. Juli 1952 enthielt den Artikel GEHEIMNISSE: Am Telefon vorsichtig, in welchem Schmeißer behauptete, dass Konrad Adenauer 1948 dem SDEC über den damaligen CDU-Generalsekretär in Köln Herbert Blankenhorn geheime politische Informationen zugänglich gemacht und dass der damalige CDU Wirtschaftsreferent Reifferscheidt 1948 die Abtretung des linken (deutschen) Rheinufers an Frankreich propagiert habe.
- Auf Veranlassung des Staatssekretärs Otto Lenz und auf Ersuchen der Oberstaatsanwaltschaft Bonn wurde versucht, die Ausgabe am 8. Juli 1952 bundesweit zu beschlagnahmen, was aber nur teilweise gelang.[5]
- In der Folge wurde Schmeißer Agententätigkeit für die französische Regierung unterstellt, ein internationaler Haftbefehl von der französischen Regierung gegen Schmeißer vollstreckt und Schmeißer an die Bundesrepublik Deutschland ausgeliefert.
- In der Folge klagten Adenauer, Blankenhorn und Reifferscheidt gegen SPIEGEL-Mitarbeiter. Die Klage wurde 1957 mit einem Vergleich in Pinneberg beendet.[6]

1961 wurde Schmeißer mit einer Arbeit zum Thema „Die juristische Problematik des Werbefunks“ zum Doktor der Rechte an der Universität Erlangen promoviert.